# 尾栓

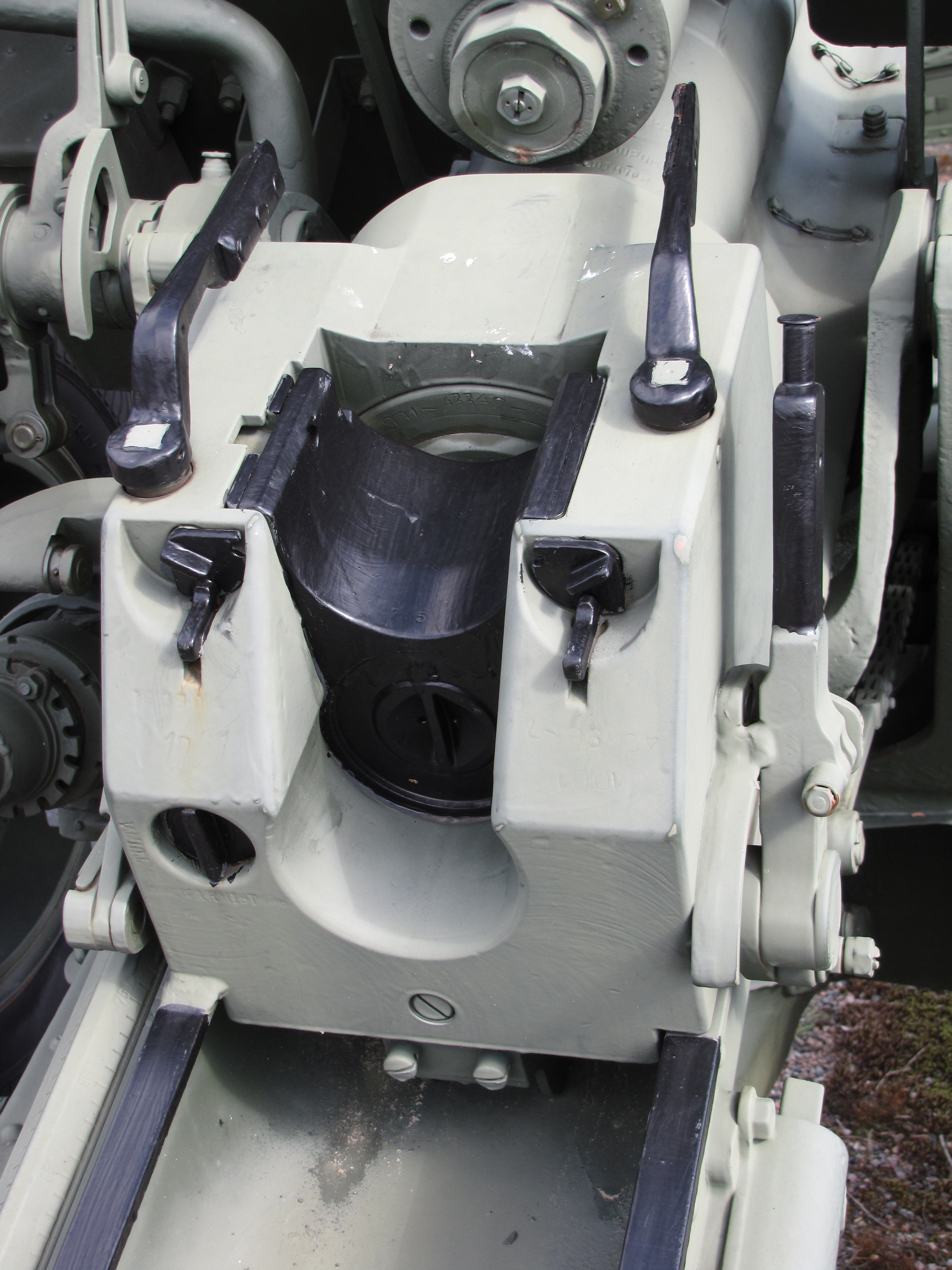
F-22USV 76mm野砲の垂直鎖栓式閉鎖機

尾栓（びせん）は、砲や銃の筒状の部分の末端を密閉する構造のことである。火縄銃では銃身の後端にはめ込まれたボルト状の部品を指すが、後装式の大砲の場合には開け閉めが可能な機械装置となっており閉鎖機（ないし閉鎖器）と呼ばれている。

## 概要
古来の単純な銃器では、銃身に先から火薬と弾を詰め、底の火薬部分に通じる小さな穴を通じて外部から筒内の火薬を起爆させ、火薬の前に装填された弾丸を燃焼ガスの膨張力で弾き飛ばす、先込めと呼ばれる構造であった。その燃焼ガスが銃の後方から外部へ逃げないようにするには物理的に塞いでおく必要があるが、これを銃身内に切った雌ネジに合うように作られた雄ネジによって密閉した。これが尾栓である。先込め式の銃は、必ず後端に尾栓がはめ込まれていた（一体製造された場合などを除く）。
日本の火縄銃の尾栓は、銃身の内部から火薬の燃焼カスや熱や摩擦で溶けて付着した弾丸の残りカスを取り除くための掃除の際に、ネジをゆるめて取り外すことが可能である。連続発射した銃器の内部に付着したこれらの「残りカス」をそのままにしておくと、弾丸が発射されずに銃身が詰まり、破裂するおそれもあるため、この尾栓が外せるのは重要な仕組みであった。日本に火縄銃が伝来した当時、種子島時尭に銃の国産化を命じられた刀鍛冶の八板金兵衛はネジという概念を知らず、当初尾栓を鍛接で作ろうとしたが、火薬の爆発で尾栓が吹き飛んだり、熱によって銃身が曲がったりする事故に見舞われた。後に尾栓に雄ネジをやすりで削り出し、この雄ネジを入れた状態で銃身後部を鍛造することで雌ネジを切るという方法で解決したが、このとき作られた尾栓が、日本で最古のネジということになっている。また、金兵衛は娘の若狭と引き換えに、南蛮人から尾栓の秘密を教わったという伝承がある。
現在の小火器などでは薬莢と遊底（薬室に実包を送り込み固定する可動式の部品）の組み合わせで銃身後部を塞ぐ形が主流となっている。自動小銃では手でレバー操作していた遊底を機械装置で動作させ、連続発射するまでになっている。
大砲では、長らく砲身と底は一体部品であったが、別部品として独立してからは概ね似たような経緯で変化しており、現在の後装砲では主に、尾栓を砲身にねじ込む隔螺式と、直角方向にスライドさせる鎖栓式とがある。